# Javania californica
Javania californica är en korallart som beskrevs av Stephen D. Cairns 1994. Javania californica ingår i släktet Javania och familjen Flabellidae. Inga underarter finns listade i Catalogue of Life.